# Florens Radewijns

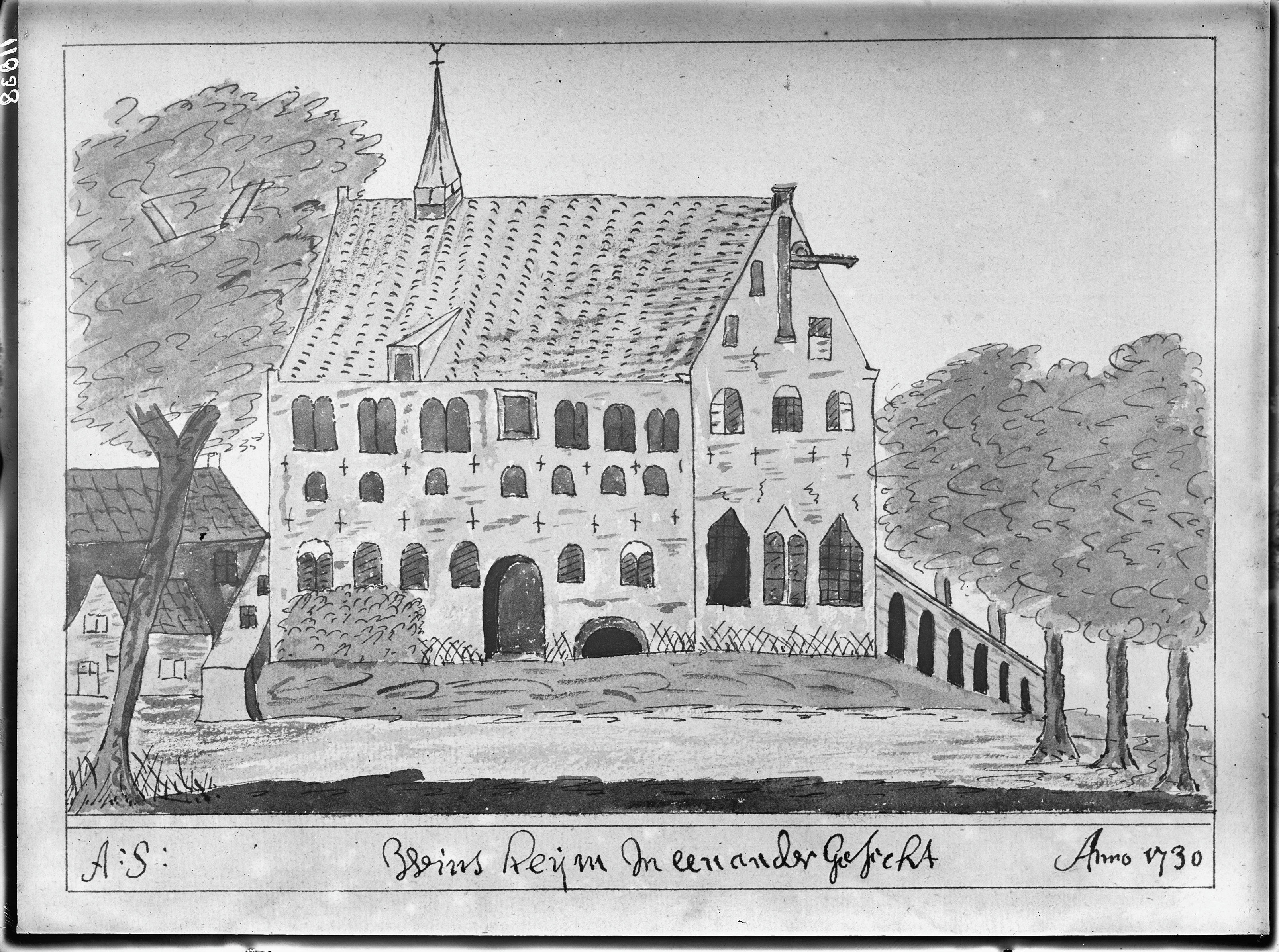
Windesheim getekend in 1730. Radewijns nam in 1387 het initiatief tot stichting van het klooster.

Florens Radewijns (Leerdam, omstreeks 1350 - Deventer, 24 maart 1400) was een Nederlands geestelijke.
Radewijns groeide op met ten minste een zus. Over zijn jeugdjaren is weinig bekend; vermoedelijk waren zijn ouders welgesteld, aangezien Florens gelegenheid tot scholing en studie gekregen heeft.
Als jongeman ging hij omstreeks 1375 studeren aan de universiteit van Praag. Hij rondde zijn studie af omstreeks 1378 met de graad van meester in vrije kunsten. Terug in zijn vaderland werd hij kanunnik in het kapittel aan de Sint-Pieterskerk te Utrecht.
Aangetrokken door de persoon en spiritualiteit van Geert Grote deed hij afstand van zijn Utrechtse prebende om te verhuizen naar Deventer waar hij rond 1380 voor het priesterschap koos. Na zijn priesterwijding in Worms werd hij benoemd tot vicaris aan de kapittelkerk van Sint Lebuinus te Deventer.
Florens overleed te Deventer op 24 maart 1400, op ongeveer 50-jarige leeftijd. Zijn lichaam werd bijgezet in de Onze-Lieve-Vrouwenkerk aldaar.

## Organisator
Florens Radewijns mag worden beschouwd als de organisator van het devoot gemeenschapsleven. In 1380/1381 stichtte hij met steun van Geert Grote in zijn ambtswoning aan de Engestraat in Deventer het eerste huis van de Broeders van het Gemene Leven. Florens werd de eerste rector van dit later naar hem vernoemde Heer-Florenshuis of 'Rijke Fratershuis'. Dit broederhuis werd spoedig uitgebreid met een internaat, waar hij leiding gaf aan en leermeester zou zijn van veelbelovende Moderne Devoten als Johannes Brinckerinck, Thomas van Kempen en Gerlach Peters. Al spoedig werden meer fraterhuizen gesticht, om te beginnen in Zwolle.

## Windesheim
Na het overlijden van Geert Grote op 20 augustus 1384 werd op diens wens Florens zijn opvolger als geestelijk leider en leraar van de gehele hervormingsbeweging. In 1387 stichtte hij samen met enkele medebroeders een klooster van reguliere kanunniken in Windesheim, dat in 1395 het moederhuis van het Kapittel van Windesheim zou worden. Hoewel menig broeder de overstap maakte naar het klooster in Windesheim, bleef Florens rector van het fraterhuis. Rond 1390 werd in Windesheim de Noord-Nederlandse vertaling van het Nieuwe Testament gemaakt. Het is de meest gekopieerde Middelnederlandse vertaling van het Nieuwe Testament. Er zijn ongeveer 160 handschriften van deze vertaling bewaard gebleven. Samen met de in totaal 46 gedrukte versies maakte dit deze vertaling tot de meest succesvolle in de late middeleeuwen in Nederland.

## Geschriften
Als organisator en leraar heeft Florens een belangrijk stempel gedrukt op de structuur en spiritualiteit van de Moderne Devotie. Vooral zijn Tractatulus devotus verdient vermelding; het is het eerste traktaat over spiritualiteit vanuit de Moderne Devotie, waarin tal van praktische handreikingen uit de ascetische traditie zijn gebundeld. Met dit spirituele handboekje wil Florens de lezer stimuleren tot het beoefenen van deugden, die leiden tot de zuiverheid van het hart – een noodzakelijke voorwaarde voor zowel de godsliefde als de naastenliefde, en daarmee voor de gemeenschap met God en de medemens. Het boekje is onvoltooid gebleven en eindigt vrij abrupt met een meditatie over het lijdensverhaal van Jezus.